# Ceresa sallei
Ceresa sallei är en insektsart som beskrevs av Carl Stål. Ceresa sallei ingår i släktet Ceresa och familjen hornstritar. Inga underarter finns listade i Catalogue of Life.